# Viktoria Tchaplina
Pour les articles homonymes, voir Roussakova.
Viktoria Dmitrievna Tchaplina (en russe : Виктория Дмитриевна Чаплина) (née Roussakova le 23 octobre 1988 à Sverdlovsk) est une joueuse de volley-ball russe. Elle mesure 1,88 m et joue au poste de réceptionneuse-attaquante. Elle totalise 19 sélections en équipe de Russie.

## Clubs
| Club                     | De        | À         |
| ------------------------ | --------- | --------- |
| Aeroflot-Uraltransbank   | 2003-2004 | 2004-2005 |
| Ouralotchka NTMK         | 2005-2006 | 2013-2014 |
| Dinamo Kazan             | 2014-2015 | déc 2015  |
| Leningradka              | 2015-2016 | 2015-2016 |
| Dinamo Krasnodar         | 2016-2017 | 2016-2017 |
| JVK Ienisseï Krasnoïarsk | 2017-2018 | 2017-2018 |
| Dinamo Krasnodar         | 2018-2019 | 2018-2019 |
| Dinamo Moscou            | 2019-2020 | 2019-2020 |
| Leningradka              | 2020-2021 | …         |

## Palmarès

### Équipe nationale
- Championnat d'Europe
  - Vainqueur : 2013.
- Grand Prix mondial
  - Finaliste : 2009.
- Championnat d'Europe des moins de 18 ans
  - Finaliste: 2005.
- Championnat du monde des moins de 18 ans
  - Finaliste: 2005.

### Clubs
- Championnat de Russie
  - Vainqueur : 2015.
- Coupe de la CEV
  - Finaliste : 2009, 2014.
- Coupe de Russie
  - Finaliste : 2015, 2017, 2019.
- Supercoupe de Russie
  - Finaliste : 2019.